# Zejman & Garkumpel
Zejman & Garkumpel – polski zespół szantowy, powstał w 1985 roku jako duet. Jego sparafrazowana nazwa pochodzi od zespołu Simon & Garfunkel.

## Historia
Od początku działalności podstawą repertuaru były autorskie kompozycje lidera Mirosława Kowalewskiego, żeglarza, autora tekstów i muzyki, z czasem uzupełnione o kompozycje Zbigniewa Murawskiego. Przez lata działalności zespołu powstało około stu utworów autorskich. Obecnie Zejman & Garkumpel liczy pięć osób.
Odbył wiele tras koncertowych po Polsce i Europie. Około 100 koncertów rocznie, występy m.in. w TVP (Domowe Przedszkole, Od Przedszkola do Opola, Bezludna Wyspa, Śpiewające Fortepiany) i Radio (Polskie Radio Program I, II, Radio WAWa, Radio ZET, Radio Bis), nagrane kasety i płyty, udział i nagrody zdobyte w prestiżowych festiwalach i przeglądach, oraz występy u boku uznanych artystów estradowych, stawia zespół „Zejman & Garkumpel” w czołówce polskich wykonawców piosenki żeglarskiej.
Specjalnością zespołu są programy estradowe, na które składają się piosenki autorskie i tradycyjne pieśni morskie. Celem tych programów jest angażowanie publiczności do zabawy, na którą składają się: wspólne śpiewanie, konkursy na estradzie, tańce, dialog z publicznością itd. 

## Dyskografia
- Piosenki Żeglarskie Shanty 2 (MC)[1]
- Czas wyruszyć w morze (MC)[2]
- Pora w morze nam (MC)[3]
- Mazurscy Kolumbowie (1993)[4]
- Brzeg oceanu marzeń (1997)[4]
- Szanteczki (2001, MC)[5]
- Do czego służy woda? (2006, CD)[4]
- Anioły Żywioły..! (2010, CD)[6]
- 25 Live, Vol. 1 (2010)[4]
- 25 Live, Vol. 2 (2010)[7]
- Szanty, Vol. 3 (2011)[4]
- Kapela Neptunowa (2014)[4]
- Skąd się biorą fale (2019)[4]
- Mazurscy Kolumbowie (2020)[4]